# Союз русских рабочих в США и Канаде

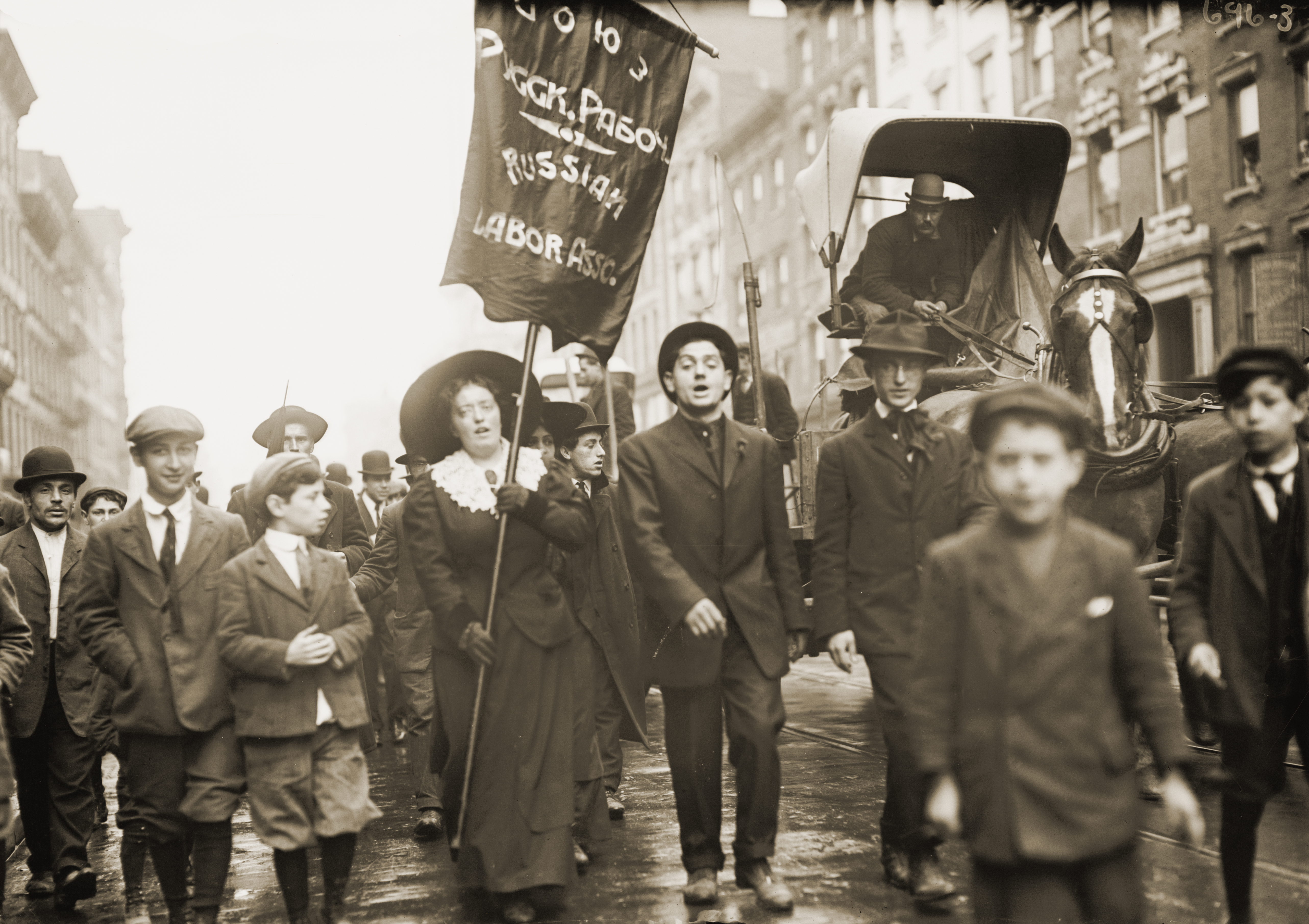
Первомайская демонстрация «Союза русских рабочих» в 1909 году в Нью-Йорке

Союз русских рабочих в США и Канаде, известный также просто как Союз русских рабочих — анархо-синдикалистская организация эмигрантов из Российской империи, созданная в США в 1908 году.

## История
Организация была основана в Нью-Йорке в 1908 году анархистами, которые эмигрировали из Российской империи после окончания революции 1905—1907 годов. Одним из ее основателей и лидеров был Владимир Шатов. В начале организация была анархо-коммунистической, но в 1912 году она стала анархо-синдикалистской и установила тесные отношения с организацией «Индустриальные рабочие мира». К 1917 году в Союзе русских рабочих США и Канады было около 10 000 членов в более чем 50 городах в США и Канаде.
После Февральской революции 1917 года в России многие члены организации вернулись в Россию, в частности Владимир Шатов, Григорий Двигомиров (?–1921), Пётр Рыбин и Всеволод Волин.
В 1919 году Союз русских рабочих США и Канады стал главной целью так называемых «рейдов Палмера»: в его отделениях прошли обыски, сотни его членов были арестованы и 184 из них были депортированы на так называемом «Советском ковчеге». Организация была переименована в «Союз русских тружеников», но так и не оправилась от этого удара.
Между тем, в Советской России анархисты стали противниками большевиков, и в связи с этим подверглись репрессиям. Некоторые из них были высланы из страны или сами эмигрировали, поэтому в США вновь появились российские анархисты. Одним из наиболее видных из них был теоретик анархо-синдикализма Григорий Максимов, прибывший в США в 1925 году. В конце 1931 года он стал редактором журнала «Дело Труда» (это издание было перенесено в США в связи с распадом одноименной группы в Европе и полицейскими преследованиями ее участников). Данный журнал стал идейным и организационным центром «Федерации русских анархо-коммунистических групп США и Канады», одним из лидеров которой был Максимов. В 1939 году два объединения русских анархистов в США слились в единую «Федерацию русских рабочих организаций в США и Канаде», изданием которой стал журнал «Дело Труда — Пробуждение», выходивший еще в 1960 году.